# Agnellus von Neapel
Agnellus von Neapel (* 530/535 in Neapel; † 14. Dezember 593/595/596/600 ebenda) war ein Abt in San Gaudioso bei Neapel. Er starb 61-jährig, sein Epitaph ist noch erhalten.

## Verehrung und Patronage
Im 11. Jahrhundert erstellte der Subdiakon Petrus aus Neapel eine Sammlung mit den „Miracula S. Agnelli“. Er zählt seit dem 15. Jahrhundert zu den Patronen von Neapel und Guarcino (Provinz Frosinone). In Lucca wird er seit dem 12. Jahrhundert verehrt.
Er ist Namensgeber der Gemeinde Sant’Agnello.
Sein Gedenktag ist der 14. Dezember, also sein Todestag.

## Darstellungen
Er wird als Mönch in weißer Tunika mit schwarzem Überwurf – die rechte Hand segnend erhoben – dargestellt, mit 2 Wappenschildern mit je einem Bock zu seinen Füßen.